# 祖沖之

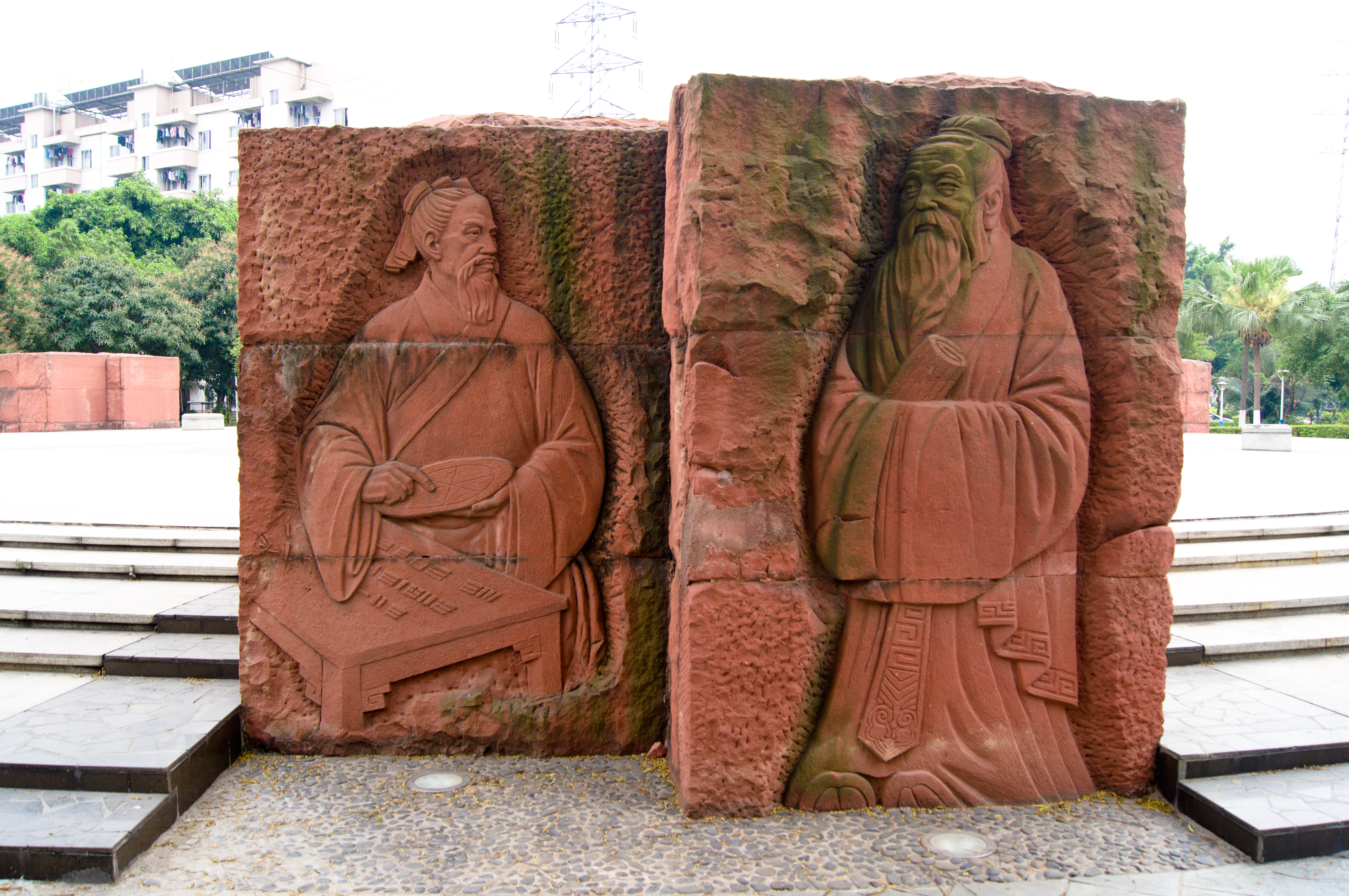
佛山科学技術学院の像、(左)祖沖之と(右)孔子

祖 沖之（そ ちゅうし、元嘉6年（429年） - 永元2年（500年））は、中国南北朝時代の南朝の天文学者・数学者・発明家。字は文遠。范陽郡遒県（現在の河北省保定市淶水県）の人。曽祖父は東晋の侍中祖台之、祖父は南朝宋の大匠卿祖昌之、父は南朝斉の奉朝請祖朔之、子は南朝梁の太舟卿祖暅之、孫は南朝梁の広陵郡太守祖皓。
祖父の祖昌之は戦乱を避けるために河北から江南へ移っており、祖沖之は建康で生まれ、若いころから数学の天才として知られた。円周率の計算や大明暦の編纂で知られ、三国時代の魏の劉徽と共に古代中国の最も偉大な数学者の1人に数えられる。

## 数学
円周率πの値を 3.1415926 と 3.1415927 の間であると推算し、その密率を 355/113 と決め、近似値（約率）を 22/7 とした。彼には『綴術』という数学の著作があったことが知られているが、現在に伝わっていない。なお彼の息子、祖暅之（そ こうし、祖暅とも/「こう」は「日＋恒」）も数学者であり、半径 r の球の体積が {\displaystyle {\frac {4}{3}}\pi r^{3}}で求められることを考え出したことで知られている。

## 暦
また歳差の効果を考慮した新暦、大明暦を作ったが、この暦法は彼の死後、息子の努力によって作成後50年を経て南朝梁の官暦に採用された。

## 発明
指南車を改良し、千里船・水碓磨などの機械を設計した技術者でもある。また南朝斉では『安辺論』という著作を書き、屯田を勧めている。